# USA:s herrlandslag i ishockey
USA:s herrlandslag i ishockey representerar USA i ishockey på herrsidan och spelade sin första match i de olympiska sommarspelen 1920 i Antwerpen, Belgien, där de vann silver efter de samtida suveränerna Kanada. I första matchen vann USA med 29-0 mot Schweiz den 24 april 1920.
1933 lyckades USA för första gången någonsin bli världsmästare i Prag efter tidigare sex vunna världsmästerskap i rad av Kanada. 1936 då USA vann olympiskt brons i Garmisch-Partenkirchen, Tyskland, fick USA stryk med 1-2 mot Italien, vilket var första gången ett landslag från gamla världen slog ett landslag från nya världen i större ishockeysammanhang.
1960 blev USA för första gången olympiska mästare (och samtidigt världsmästare för andra gången om världsmästerskap och olympiskt spel nu räknas som gemensam turnering) i Squaw Valley i hemmadelstaten Kalifornien. Två år senare vann USA VM-brons på hemmaplan i delstaten Colorado.
1980 blev USA för andra gången olympiska mästare i Lake Placid i hemmadelstaten New York, och fick då revansch för de olympiska spelen i Sapporo åtta år tidigare då USA endast vann silver, efter favoriterna Sovjetunionen som vann silver efter USA. USA:s bedrift kallades "Miracle on Ice" (en: "Miraklet på is") och anses som en av de största i USA:s sporthistoria. Framgångarna i världsmästerskapet uteblev dock, efter flera sistaplatsplaceringar som tvingade USA att spela B-VM. USA:s första stora framgångar i världsmästerskap kom i Italien-VM 1994 där USA liksom olympiska vinterspelen två år tidigare nådde semifinal och i VM 1996 i Wien, Österrike där USA vann brons och sin första VM-medalj efter hemma-VM 1962. USA hade under 1990-talet sin största uppgång med NHL-spelare som Brett Hull, Jeremy Roenick, Brian Leetch och Mike Modano, som vann proffsturneringen World Cup 1996 efter seger över Kanada i finalserien och nådde final sex år senare då USA vann olympiskt silver på hemmaplan i Salt Lake City, efter finalförlust mot Kanada med 2-5. Två år senare vann USA VM-brons i Tjeckien efter förlust i semifinalen mot Sverige, som även vann mot USA i matchen om tredjepris tre år tidigare i Tyskland, och sedan vinst mot Slovakien i matchen om tredjepris. Inför VM 2004 tvingades dock USA liksom efter tolfteplatsen i VM 1998 spela nedflyttningskval, där de dock lyckades hålla sig kvar i toppdivisionen, efter en överraskande förlust med 2–5 mot Danmark i Finlands-VM året innan och senare även mot Schweiz och Ryssland. I World Cup 2004 lyckades USA inte försvara sin mästartitel från 1996, efter att ha förlorat semifinalen mot Finland.
Många av NHL-spelarna från World Cup 1996 och olympiska vinterspelen 2002 drog sig tillbaka innan de olympiska vinterspelen 2006 i Turin, Italien där USA:s unga lag slutade på åttonde plats. Efter ytterligare en förlust mot Sverige i matchen om tredjepris i Schweiz-VM 2009 vann USA på nytt olympiskt silver 2010 i Vancouver efter finalförlust mot Kanada, som även slog USA i semifinalen fyra år senare då Kanada försvarade sin olympiska titel efter finalseger mot Sverige, medan USA slutade på fjärdeplats efter förlust i matchen om tredjepris mot Finland som vann med hela 5–0 efter bland annat två missade amerikanska straffslag, och tog revansch för matchen om tredjepris i VM året innan som blev oavgjord men som vanns av USA efter straffslag. 2015 och 2016 nådde USA två semifinaler i rad vilket resulterade i ett VM-brons efter vinst mot Tjeckien och en fjärdeplats efter förlust i matchen om tredjepris mot Ryssland, som även slog USA i semifinalen 2015. 2018 vann USA återigen, efter vinst mot Kanada i matchen om tredjepris.
Vid 2025 års turnering i Sverige och Danmark blev USA världsmästare, efter att ha vunnit finalen mot Schweiz med 1–0 efter förlängning i Avicii Arena i Stockholm.

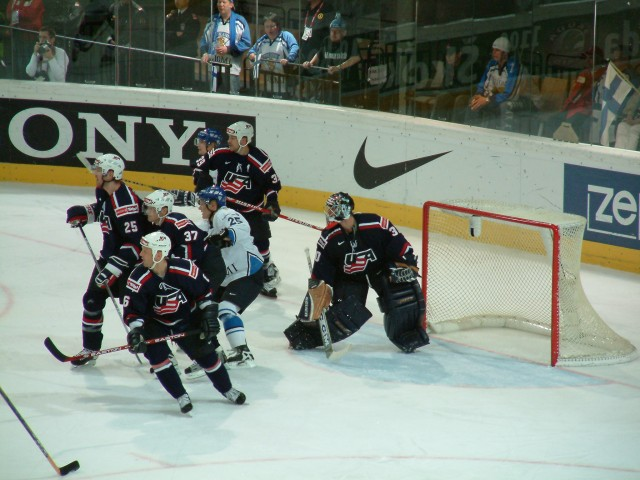
USA spelar match mot Finland vid världsmästerskapet 2005 i Österrike.

## Profiler
- Tony Amonte
- Tom Barrasso
- Chris Chelios
- Ty Conklin
- Rick DiPietro
- Chris Drury
- Mike Dunham
- Robert Esche
- Bill Guerin
- Derian Hatcher
- Mark Howe
- Phil Housley
- Brett Hull
- Steve Konowalchuk
- John LeClair
- Brian Leetch
- Mike Modano
- Mike Richter
- Jeremy Roenick
- Brian Rolston
- Keith Tkachuk
- Doug Weight
- Patrick Kane

## Olympiska resultatgenom tiderna
| - 1920 - Silver - 1924 - Silver - 1928 - Deltog ej - 1932 - Silver - 1936 - Brons - 1948 - 4:e plats - 1952 - Silver - 1956 - Silver - 1960 - Guld | - 1964 - 5:e plats - 1968 - 6:e plats - 1972 - Silver - 1976 - 5:e plats - 1980 - Guld - 1984 - 7:e plats - 1988 - 7:e plats - 1992 - Semifinal - 1994 - 8:e plats | - 1998 - 6:e plats - 2002 - Silver - 2006 - 8:e plats - 2010 - Silver - 2014 - 4:e plats - 2018 - Kvartsfinal - 2022 - Kvartsfinal |

## Canada Cup/World Cupgenom tiderna
- Canada Cup 1976 - Slutade femma
- Canada Cup 1981 - Slutade trea
- Canada Cup 1984 - Slutade trea
- Canada Cup 1987 - Slutade femma
- Canada Cup 1991 - Förlorade final
- World Cup 1996 -  Guld
- World Cup 2004 - Förlorade semifinal
- World Cup 2016 - Sjunde plats

## Världsmästerskapgenom tiderna
| - 1930 - Deltog ej - 1931 - Silver - 1933 - Guld - 1934 - Silver - 1935 - Deltog ej - 1937 - Deltog ej - 1938 - 7:e plats - 1939 - Silver - 1947 - 5:e plats - 1949 - Brons - 1950 - Silver - 1951 - 6:e plats - 1953 - Uteslutna - 1954 - Deltog ej - 1955 - 4:e plats - 1957 - Bojkottade - 1958 - 5:e plats - 1959 - 4:e plats - 1961 - 6:e plats | - 1962 - Brons - 1963 - 8:e plats - 1965 - 6:e plats - 1966 - 6:e plats - 1967 - 5:e plats - 1969 - 6:e plats - 1970 - vinnare av B-VM - 1971 - 6:e plats - 1972 - tvåa i B-VM - 1973 - tvåa i B-VM - 1974 - vinnare av B-VM - 1975 - 6:e plats - 1976 - 4:e plats - 1977 - 6:e plats - 1978 - 6:e plats - 1979 - 7:e plats - 1981 - 5:e plats - 1982 - 8:e plats - 1983 - vinnare av B-VM | - 1985 - 4:e plats - 1986 - 6:e plats - 1987 - 7:e plats - 1989 - 6:e plats - 1990 - 5:e plats - 1991 - 4:e plats - 1992 - 7:e plats - 1993 - 5:e plats - 1994 - 4:e plats - 1995 - 6:e plats - 1996 - Brons - 1997 - 6:e plats - 1998 - 12:e plats - 1999 - 6:e plats - 2000 - 5:e plats - 2001 - 4:e plats - 2002 - 7:e plats - 2003 - 13:e plats - 2004 - Brons | - 2005 - 6:e plats - 2006 - 7:e plats - 2007 - 5:e plats - 2008 - 6:e plats - 2009 - 4:e plats - 2010 - 13:e plats - 2011 - 8:e plats - 2012 - 7:e plats - 2013 - Brons - 2014 - 6:e plats - 2015 - Brons - 2016 - 4:e plats - 2017 - 5:e plats - 2018 - Brons - 2019 - 7:e plats - 2021 - Brons - 2022 - 4:e plats - 2023 - 4:e plats - 2024 - 5:e plats | - 2025 - Guld |

## VM-statistik

### 1920-2006
| VM-Turneringar    | Matcher | Segrar | Oavgjorda | Förluster | Gjorda mål | Insläppta mål | Poäng |
| ----------------- | ------- | ------ | --------- | --------- | ---------- | ------------- | ----- |
| A-VM              | 442     | 200    | 41        | 201       | 1717       | 1653          | 441   |
| B-VM/Division I   | 34      | 30     | 2         | 2         | 254        | 84            | 62    |
| C-VM/Division II  | 0       | 0      | 0         | 0         | 0          | 0             | 0     |
| D-VM/Division III | 0       | 0      | 0         | 0         | 0          | 0             | 0     |

### 2007-
| VM-Turneringar | Matcher | Segrar | Förluster | Sudden deaths-/Straffläggningssegrar | Sudden deaths-/Straffläggningsförluster | Gjorda mål | Insläppta mål | Poäng |
| -------------- | ------- | ------ | --------- | ------------------------------------ | --------------------------------------- | ---------- | ------------- | ----- |
| VM             | 72      | 38     | 21        | 6                                    | 7                                       | 260        | 188           | 133   |
| Division I     | 0       | 0      | 0         | 0                                    | 0                                       | 0          | 0             | 0     |
| Division II    | 0       | 0      | 0         | 0                                    | 0                                       | 0          | 0             | 0     |
| Division III   | 0       | 0      | 0         | 0                                    | 0                                       | 0          | 0             | 0     |

- ändrat poängsystem efter VM 2006, där seger ger 3 poäng istället för 2 och att matcherna får avgöras genom sudden death (övertid) och straffläggning vid oavgjort resultat i full tid. Vinnaren får där 2 poäng, förloraren 1 poäng.